# Occator (crater)
Occator este un crater de impact situat pe Ceres, cel mai mare obiect din centura de asteroizi care se află între orbitele lui Marte și Jupiter, care conține „Pata 5”, cea mai strălucitoare dintre petele luminoase observate de nava spațială Dawn. Era cunoscut sub numele de „Regiunea A” în imaginile de la sol făcute de Observatorul W. M. Keck de pe Mauna Kea. 
Craterul a fost numit după Occator, zeul roman al grapei și un ajutor pentru Ceres. Numele Occator a fost aprobat oficial de IAU pe iulie 2015. 
Pe 9 decembrie 2015, oamenii de știință au raportat că petele luminoase de pe Ceres, inclusiv cele din Occator, pot fi legate de un tip de sare, în special de o formă de saramură care conține sulfat de magneziu hexahidrat (MgSO4·6H2O); s-a descoperit că petele sunt, de asemenea, asociate cu argile bogate în amoniac.  Mai recent, pe 29 iunie 2016, oamenii de știință au raportat că pata luminoasă este în mare parte carbonat de sodiu (Na
2CO
3), ceea ce sugerează că activitatea hidrotermală a fost probabil implicată în crearea puetelor luminoase.  În august 2020, NASA a confirmat că Ceres era un corp bogat în apă, cu un rezervor adânc de saramură, care s-a infiltrat la suprafață în diferite locații, provocând „pete luminoase”, inclusiv cele din craterul Occator.   Percolarea saramurii dintr-un rezervor intern adânc la suprafața craterului Occator a fost modelată pentru prima dată în 2019.
Un mic dom în centrul craterului are 3 km lungime și aproximativ 340 de metri înălțime. Se numește Cerealia Tholus⁠(d)  și este acoperit de zăcăminte de sare strălucitoare numite Cerealia Facula.  Grupul zăcămintelor de sare mai subțiri de la est poartă numele de Vinalia Faculae [sic].  În iulie 2018, NASA a lansat o comparație a caracteristicilor fizice, inclusiv Occator, găsite pe Ceres cu altele similare prezente pe Pământ. 

## Vârstă și formare
Între 2015 și 2017 au fost făcute cinci încercări diferite de a discerne vârsta lui Occator.  Modelele de datare ale fluxurilor lobate și resturilor craterelor variază de la 200 de milioane de ani la 78 de milioane de ani și de la 100 de milioane de ani la 6,09 milioane de ani. Intervalele de vârstă au modele cronologice diferite, datele din imagini la rezoluția de verificare și diferite metode de evaluare a datelor. Datele actuale estimează o vârstă de impact la ~20 până la 24,5 milioane de ani; totuși, estimările sunt pentru zonele eșantionului cu o oarecare incertitudine și variabilitate din cauza craterării arbitrare și a utilizării diferitelor modele pentru a data impactul.  Evoluția termică a unei camere mari de topire sub craterul Occator a constrâns vârsta impactului mai aproape de 18 milioane de ani, acest lucru fiind evident în diferența dintre geologia impactului și formarea Cerealia Facula (pata luminoasă). 
Conform unei simulări a impactorului Occator, corpul era făcut din rocă magmatică și avea aproximativ 5 km în diametru, cu un interval de viteză estimat de 4,8 km/s până la 7,5 m/s și o litologie a suprafeței țintă de rocă cu gheață.  Variabilele de simulare au produs un crater de 80 km cu un vârf central și o adâncime a craterului de 15 – 30 km.

## Caracteristici fizice

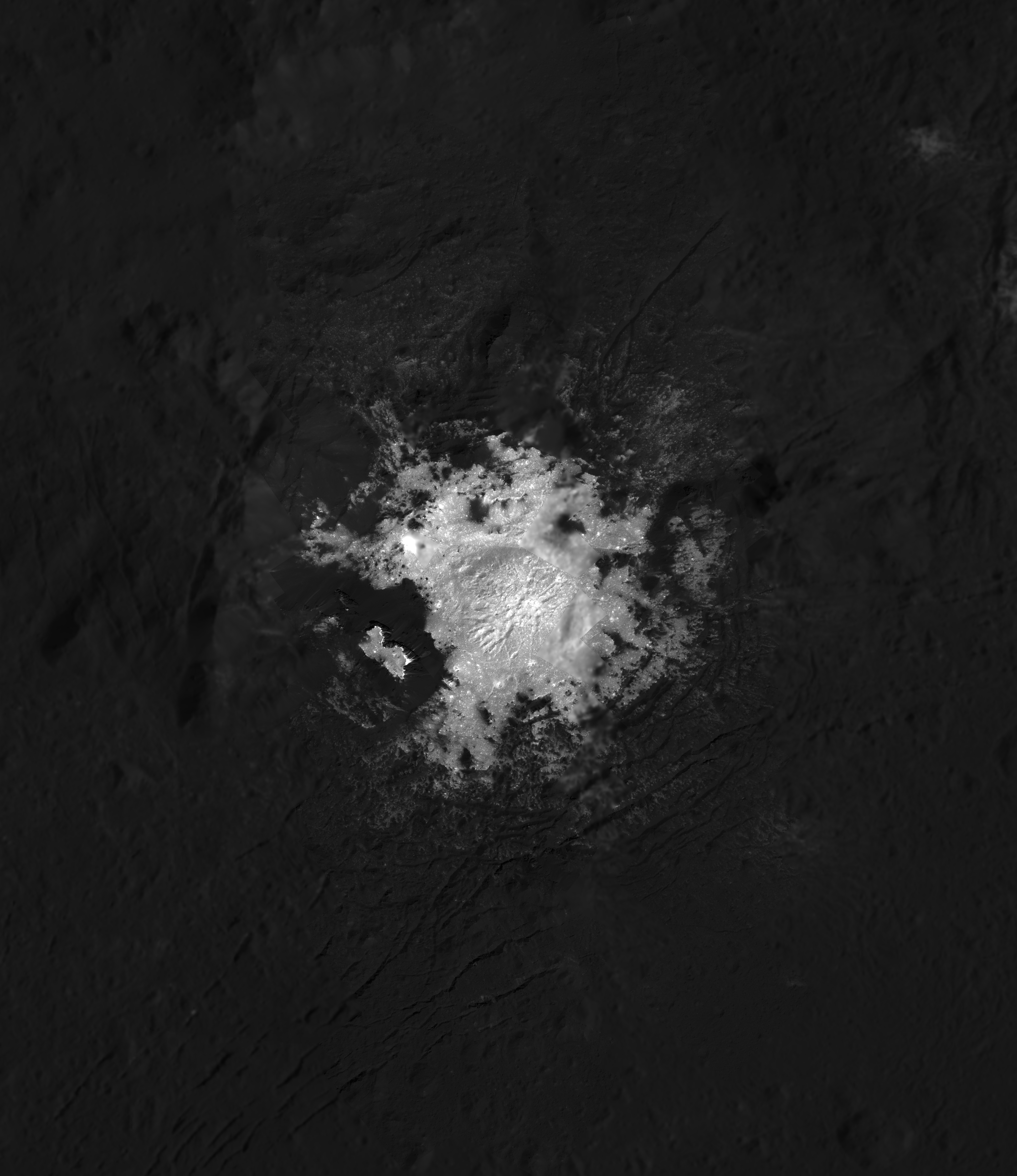
Prim-plan cu Cerealia Facula

### Pete luminoase
Descoperită pe 6 martie 2015 în primele etape ale cartografierii suprafeței lui Ceres, misiunea Dawn a localizat o regiune luminoasă pe podeaua craterului Occator.   S-a determinat că materialul din această regiune are o compoziție dominantă de carbonați de sodiu (Na), filosilicați de aluminiu (Al) și clorură de amoniu (NH4CI).    Depresiunea centrală a craterului Occator de 1 km adâncime afișează o caracteristică luminoasă pronunțată numită Cerealia Facula.

### Depresiunea centrală
Ca majoritatea craterelor cereriene de 70-150 km lățime, Occator are o depresiune centrală mai degrabă decât un vârf central, vârful său central inițial prăbușindu-se în depresiunea de 9-10 km latime, ~1 km mai adânc decât podeaua craterului.   Datele indică faptul că depozitele de sulfură de magneziu (MgS) au apărut după ridicarea și prăbușirea vârfului central.    Depresiunea centrală conține și undom lat de 2 km, care este cuprins de mai multe fracturi dense de-a lungul flancurilor sale.

### Pante și fund
Marginile nordice și sudice ale profilului convex al craterului sunt fără margini, cu pante de <10°, în timp ce marginile de est și de vest ale depresiunii craterului sunt dominate de masive înalte neregulate care au format o margine incompletă în jurul marginii craterului.
Fundul craterului Occator este acoperit de fracturi liniare de impact dinspre sud-vest până în depresiunea centrală.  Aceste fracturi traversează nord-estul depozitelor de curgere lobate de la baza peretelui craterului care se extinde în depresiunea centrală.  Fundul craterului cuprinde trei unități morfologice centrale, care împart craterul în zone.   Unitatea cea mai exterioară sau zona de terasă de-a lungul peretelui craterului formează un model circumferențial.  Această unitate conține material denivelat și unghiular cu blocuri de la mici până la mari, înclinate, care variază în dimensiune până la ~10 km în diametru și până la 2 km in inaltime. Zona interioară a craterului este împărțită în două unități diferite care au două caracteristici morfologice diferite.   Zona interioară de nord-vest este în primul rând material denivelat similar cu materialul din zona terasei.    Această topografie a unității de nord-vest este formată din movile neregulate și creste neuniforme și se îmbină lateral cu unitatea de terasă cu falii de-a lungul peretelui craterului, făcând această secțiune foarte dificil de diferențiat între terasă și zonele interioare.   Materialul din aceste zone prezintă o deplasare semnificativă față de relația directă cu prăbușirea peretelui craterului și ridicarea fundului în timpul evenimentului de impact. 
Jumătatea de sud a zonei interioare a craterului are în primul rând o topografie plată, joasă, cu depozite lobate care acoperă aproximativ 1/3 din podeaua craterului interior. Cea mai mare parte a zonei sudice în formă de U este formată în jurul domului central și se deschide spre nord-vestul structurii.   Relieful local al topografiei în depozitele lobate din jumătatea de sud a constrângerilor zonei interioare se limitează la ~100 m.  Relieful topografic al jumătății de vest a zonei interioare are o creștere ușoară a pantei ~500 m. 
Modificarea asimetrică a reliefului depozitelor lobate situate în jumătatea de sud a interiorului indică doi factori semnificativi.  În primul rând, impactorul făcut un impact cu un unghi oblic în tendința de la sud-est la nord-vest. În al doilea rând, ținta a avut variații în compoziție sau topografie care au modificat impactul.  În apropierea depresiunii centrale și ușor decalat față de centru este undom de ~ 3 km lățime cu o suprafață superioară acoperită dens de fracturi cu model încrucișat.   Aceste fracturi devin mai puțin evidente de-a lungul flancurilor și se crede că nu se extind în pereții structurii de depresiune (groapă).  Depozitele de material strălucitor se extind până la peretele orientat spre interior al depresiunii și trece la peretele exterior al structurii domului.    Acest model de depunere indică că depozitele s-au format în unitatea geologică adiacentă și că ridicarea și fracturarea s-au format înainte de depunere. 

### Regiunea înconjurătoare
Quadrunghiul Ac-9 Occator este situat pe o regiune ecuatorială ridicată și este cea mai strălucitoare regiune a planetei pitice Ceres.  Occator este caracteristica centrală a quadrunghiul său eponim.   Ac-9 prezintă podele ale craterelor puternic fracturate care sunt în mod constant ușor mai adânci în comparație cu podelele craterelor nefracturate de dimensiuni similare. 